# Ernie Kovacs
Ernie Kovacs, född 23 januari 1919 i Trenton i New Jersey, död 13 januari 1962 i Los Angeles i Kalifornien, var en amerikansk komiker, skådespelare och TV-personlighet.
Han var gift med mångsysslaren Edie Adams som också medverkade i många av hans TV-produktioner. Kovacs har en stjärna på Hollywood Walk of Fame för insatser inom television.

## Filmografi, som skådespelare
- 1955–1957 – The Tonight Show (TV-serie) (gästprogramledare, 9 avsnitt)
- 1957 – Operation brudar
- 1958 – Hokus pokus
- 1959 – Skinn på näsan
- 1959 – Vår man i Havanna
- 1960 – Alaska
- 1960 – Dröj hos mig främling...